# Henri (prénom)
Pour les articles homonymes, voir Henri.
Henri (anciennement Henry) est un prénom français masculin.

## Étymologie
Du latin médiéval Henricus, issu d'un nom de personne d'origine germanique Haimric, il est composé des éléments *haimaz (all. Heim) signifiant « maison », « domicile », « foyer » dans le sens de « famille » ou par extension « nation » (cf. ham en ancien français pour « village » dont hameau est le diminutif) et *rīks (du francique riki « riche », « puissant »  ou « roi », lui-même du celtique rix dont l'équivalent proto-germanique est *kuniŋgaz)).

## Histoire
Henri est très répandu au Moyen Âge, fréquent depuis le Xe siècle, sous l'influence du premier roi de Germanie, Henri Ier de Germanie, dit l'Oiseleur (v. 875-936). Ce prénom est porté par de nombreux souverains européens. Henry et Henri sont appréciés à la fin du XIXe siècle. Henri, plus que Henry, devient très fréquent jusqu'aux années 1930. Il tombe ensuite en défaveur mais n'a jamais totalement disparu et semble revenir. 

## Occurrence
En 2022, 91 880 Français portent ce prénom. Son année record d'attribution est 1920 avec 11 255 naissances. 343 Henri naissent en 2022. 

## Variantes
Le prénom connait les variantes Enric, Henric, Henrio, Henriot, Henrius et Henry. Les prénoms Aimery, Aimeri, Aimeric, Aymeric et Émeric ont la même étymologie.
Ses équivalents dans d'autres langues sont :
- Allemand : Heinrich, Henrich, Henrick, Henrik[5], Heinz ;
- Anglais : Harry, Harrys, Henry[5] ;
- Basque : Henrike, Endika et Endrike ;
- Breton : Herri ;
- Chinois : 亨利 Hēnglì ;
- Corse : Arrigu ;
- Danois : Henrik ;
- Espagnol : Enrique[5] ;
- Espéranto : Henriko ;
- Grec moderne :  Ερρίκος / Erríkos ;
- Occitan : Enric ;
- Italien : Enrico, Henrico[5], Enzo (dérivé de Heinz) ;
- Japonais : ヘンリー Henrī ;
- Latin : Henricus ;
- Néerlandais : Hendrik ;
- Poitevin : Enri ;
- Polonais : Henryk ;
- Portugais : Henrique[5] et Henriques.

## Personnalités
- Pour l'ensemble des articles sur les personnes portant ce prénom, consulter :
  - la liste des articles dont le titre commence par ce prénom
  - les listes produites par Wikidata : Liste des personnes de prénom « Henri » — même liste en incluant les éventuels prénoms composés qui contiennent « Henri ».